# بورس اوراق بهادار کیش
بورس اوراق بهادار منطقه‌ای کیش که با نام بورس کیش هم شناخته می‌شود، یک تالار بورس در جزیرۀ کیش است که به عنوان بورس اوراق بهادار منظقه‌ای کیش زیر نظر سازمان بورس اوراق بهادار تهران فعالیت می‌نماید. بورس اوراق بهادار کیش در جزیره کیش و در منطقه آزاد تجاری-صنعتی کیش قرار دارد و بورس نفت ایران نیز در آن مستقر است. 
در سال ۱۳۹۲ بورس کیش اعلام کرد که انتقال ۹ میلیون ۸۲۲ هزار سهم انجام شده است. بنابه اظهارات روابط عمومی سازمان منطقه آزاد تجاری-صنعتی کیش این حجم از مبادلات به ارزش ۲۷ میلیارد و ۲۸۸ میلیون ریال بوده است.